# Manson River
Der Manson River (bis 1951 Manson Creek) ist ein etwa 116 km langer Zufluss des Williston Lake im Nordwesten der kanadischen Provinz British Columbia. Er hat sein Quellgebiet westlich des Mount Gillis im Süden der Omineca Mountains westlich der Rocky Mountain Trench. Der Manson River fließt anfangs 25 km nach Norden. Anschließend wendet sich der Fluss allmählich nach Nordosten und Osten. Der Fluss passiert die verlassene Siedlung Mansion Creek und fließt südlich an den Wolverine Lakes vorbei. Dort wendet sich der Manson River nach Südosten und umfließt im Anschluss südlich die Wolverine Range. Er durchquert die Manson Lakes und fließt ab Flusskilometer 60 nach Osten, ab Flusskilometer 40 nach Norden und schließlich auf den letzten 28 Kilometern in Richtung Ostnordost. Der Manson River mündet schließlich in den Manson Arm des Williston Lake. Der Fluss verläuft südlich von Germansen Landing und wurde 1871 von Robert Howell entdeckt. Am Zusammenfluss von Manson River und Slate Creek westlich der Manson Lakes entstand der Ort Manson Creek im Rahmen des Omineca-Goldrausches.
Zwischen 1874 und 1945 wurden an dem Fluss 11511 Unzen Gold unter anderem über Schachtbetrieb und hydromechanischen Abbau abgebaut.